# حمسة بلاندينج
حمسة بلاندينج (الاسم العلمي: Emys blandingii أو Emydoidea blandingii)، هي سلحفاة شبه مائية من فصيلة سلاحف المياه العذبة. هذا النوع موطنه الأصلي الأجزاء الوسطى والشرقية من كندا والولايات المتحدة. يعتبر من الأنواع المهددة بالانقراض في جميع أنحاء مداها.